# Toshihide Masukawa
Toshihide Masukawa (益川 敏英, Masukawa Toshihide), também conhecido como Maskawa em uma forma ocidentalizada (Aichi, 7 de fevereiro de 1940 – Quioto, 23 de julho de 2021), foi um físico japonês.
Foi agraciado com o Nobel de Física de 2008, juntamente com Makoto Kobayashi e Yoichiro Nambu.
Masukawa morreu em 23 de julho de 2021 em Quioto, aos 81 anos de idade, devido a um câncer.